# Kabile
Kabile (bulgarisch Кабиле), Kabyle oder Cabyle, ist ein Dorf im südöstlichen Bulgarien, Teil der Gemeinde Tundscha der Oblast Jambol. Die Ruinen der antiken thrakischen Königsstadt Kabyle befinden sich in der Nähe; die Stadt war auch im Mittelalter eine bedeutende Festung.

## Geographie
Kabile befindet sich 3 km nordwestlich der südostbulgarischen Stadt Jambol unmittelbar an der Autobahn Thrakien (eigene Abfahrt). Sajtschi wrach, der letzte Ausläufer des Gebirgszuges Sredna Gora, befindet sich 1,5 km nördlich von Kabile. Die Straße von Jambol zum Dorf Schelju Wojwoda in der Oblast Sliwen führt durch Kabile, wie auch die Straße von Jambol zum Dorf Draschewo.
Der Name des Dorfes leitet sich von Kybele ab.

## Geschichte

Plan des römischen Militärlagers in Kabile

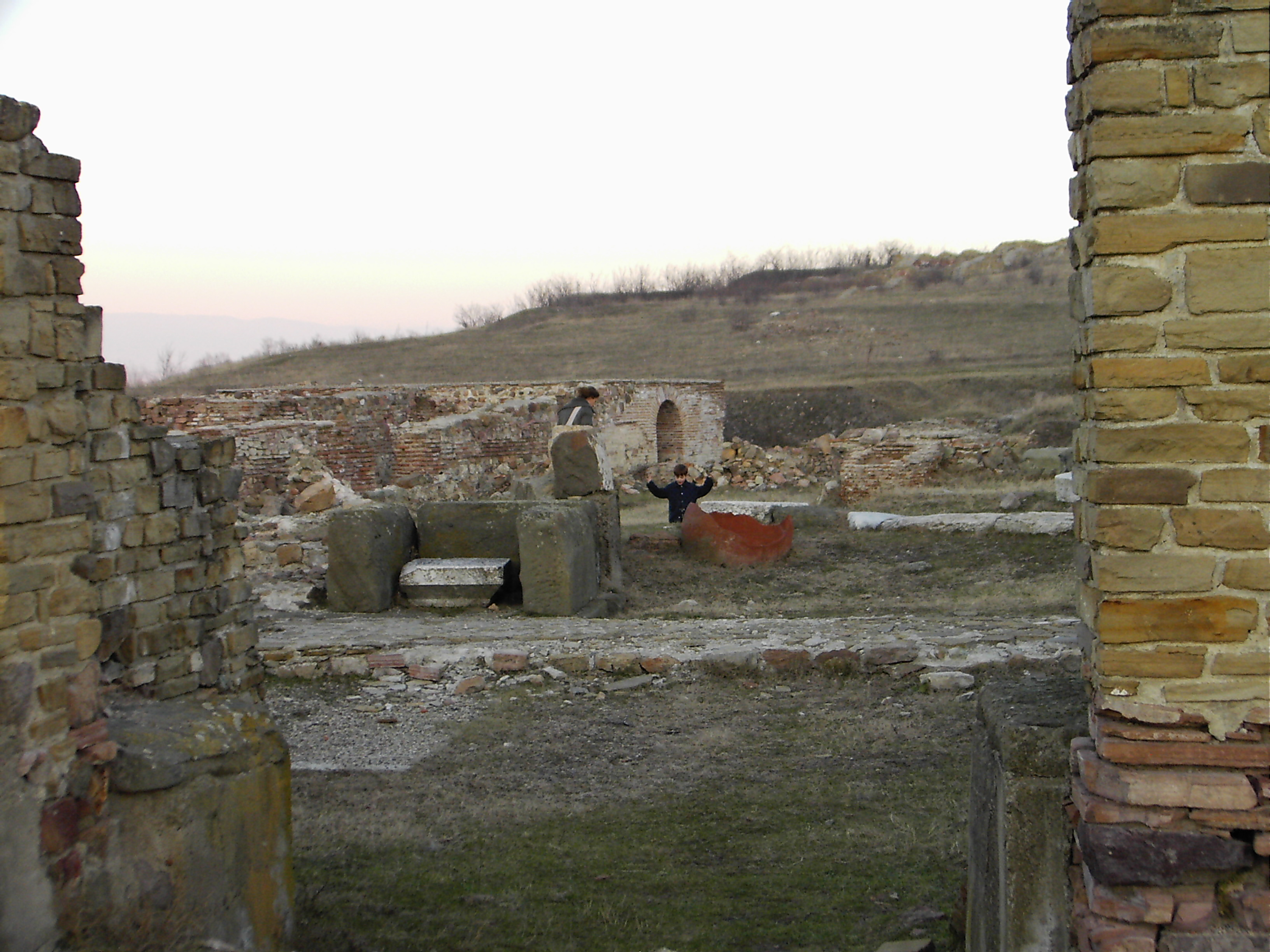
Reste der Festung

Die Gegend war seit dem zweiten vorchristlichen Jahrtausend besiedelt, auch Spuren einer noch älteren jungsteinzeitlichen Kultur wurden entdeckt. Keramiken aus dem 10. bis 6. Jahrhundert vor Christus belegen, dass die Region in der frühen Eisenzeit bewohnt war. Im Jahr 341 v. Chr. wurde Kabyle durch Philipp II. von Makedonien gegründet, bzw. neugegründet; er ließ die Stadt befestigen und sie wurde in der Folgezeit zur Polis. Nach der Herrschaft Philipps II. stand sie unter jener Alexanders des Großen sowie des Diadochen Lysimachos. 280 v. Chr. gelangte sie unter die Kontrolle des thrakischen Odrysenreichs. Die Prosperität der Stadt verminderte sich im zweiten Jahrhundert v. Chr. infolge eines aggressiven Feldzuges durch Philipp V. von Makedonien. Später fiel sie an den keltischen König Kauaros, den Herrn über das keltische Königreich von Tylis. Die Stadt schlug Münzen für die lokalen thrakischen Herrscher Spartokos (frühes 3. Jahrhundert v. Chr.) und Sostokos sowie für den Kelten Cavarus. Der römische Feldherr Lucullus eroberte Kabyle 72 v. Chr. bei seinem Vormarsch gegen den pontischen König Mithridates VI. und dessen Gefolgschaft in Thrakien.
Kabyle zählte zu den wichtigsten und größten Städten Thrakien. Die Architektur, zum Gutteil erhalten und stellenweise wieder hergestellt, vermittelt einen Eindruck davon.
Das Christentum verbreitete sich in der Gegend schon im 4. Jahrhundert n. Chr. In dieser Zeit hieß Kabyle Diospolis und wurde zum Sitz eines Bischofs. Das Titularbistum Diospolis in Thracia geht auf diesen Bischofssitz zurück. Die Stadt wurde schließlich im 6. Jahrhundert n. Chr. von den Awaren zerstört. Im 9. Jahrhundert fielen die Überreste der Stadt und die Umgebung an das Erste Bulgarische Reich und eine bulgarische Siedlung entstand auf den Ruinen der antiken Stadt.
Andere Namen für das Dorf waren Iswor („Quelle“) nach einer nahe gelegenen Wasserquelle. Der Name „Kabile“ wurde in den 1950er Jahren wieder eingeführt.

## Wirtschaft
Der Großteil der Bevölkerung Kabiles arbeitet in Jambol. Die Wirtschaft basiert überwiegend auf Landwirtschaft. Es gibt auch eine Süßwarenfabrik.

## Sonstiges
Die Insel Kabile Island, ein Teil der Südlichen Shetlandinseln in der Antarktis, ist nach Kabile benannt.